# Grosser Hundstod
O Grosser Hundstod é, a 2593 metros, um dos principais picos dos Alpes de Berchtesgaden, localiza-se na fronteira entre a Baviera e o estado austríaco de Salzburg.